# Snježana Pejčić
Snježana Pejčić (Rijeka, 13. srpnja 1982.) hrvatska je streljašica. Svjetska je rekorderka u trostavu 50 m, europska rekorderka u 10 m zračnoj pušci (finale i kvalifikacije) i državna rekorderka u 50 m ležećem stavu. Također je bila dio ekipa koje su postavile državne rekorde u svim trima disciplinama. Istovremeno je bila na prvom mjestu ISSF-ove svjetske ljestvice u trostavu 50 m malokalibarskom puškom i zračnoj pušci 10 m. Prva je hrvatska streljašica koja je istovremeno bila na prvom mjestu ljestvice u objema disciplinama.

## Sportski uspjesi
Na Olimpijskim igrama u Pekingu u disciplini zračna puška deset metara osvojila je brončano odličje. To je bila prva hrvatska medalja na OI u Pekingu, pa je Snježana ušla u povijest i kao prva hrvatska sportašica koja je osvojila odličje na Ljetnim Olimpijskim igrama. Zanimljivo je da je Snježana Pejčić prvi sportaš uopće kojem je na Olimpijskim igrama u Pekingu dodijeljena medalja.
Prvi put se dokazala na europskom juniorskom prvenstvu 2002. godine kada je u Solunu bila druga. Streljaštvom se bavi od svoje 15. godine i članica je kluba Lokomotiva u Rijeci.
Dobitnica je godišnje Državne nagrade za šport "Franjo Bučar" za 2008. godinu.

Na Europskom prvenstvu u Pragu, 21. veljače 2009. godine, osvojila je zlatnu medalju u disciplini zračne puške 10 m, a u ekipnoj konkurenciji, osvojila je srebro.
Snježana Pejčić je na svjetskom kupu u južnokorejskom gradu Changwonu u gađanju malokalibarskom puškom trostav osvojila prvo mjesto. Snježana je u kvalifikacijama osvojila treće mjesto, a u finalu postavila novi svjetski rekord (463 kruga), slaveći ispred Talijanke Petre Zublasing i Njemice Seline Gschwandtner.
17. svibnja 2015. s 592 kruga izjednačila je svjetski rekord u kvalifikacijama discipline trostav malokalibarska puška 50 metara na natjecanju Svjetskog kupa u američkom Fort Benningu.
Aktualna je vlasnica europskih rekorda u 10m zračnoj pušci (kvalifikacije: 420.8, finale: 249.1).

### Svjetski rekordi
|   | nepriznat rezultat             |
| = | izjednačenje svjetskog rekorda |

| Disciplina | F/Q | Rezultat | Datum i mjesto             |
| ---------- | --- | -------- | -------------------------- |
| STR3X20    | F   | 462.8    | 2015-01-28, Kuvajt *       |
| STR3X20    | F   | 463.0    | 2015-04-12, Changwon       |
| STR3X20    | Q   | = 592    | 2015-05-17, Fort Benning   |
| STR3X20    | Q   | 594      | 2016-04-22, Rio de Janeiro |
| R3X40      | Q   | 1180     | 2018-04-26, Changwon       |

* Rezultat za 0.1 bod bolji od tadašnjeg WR-a nije bio priznat jer na natjecanju nije nastupio dovoljan broj zemalja.